# 河溪遊鰾條鰍
河溪遊鰾條鰍（學名：Physoschistura rivulicola），為輻鰭魚綱鯉形目條鰍科遊鰾條鰍屬的其中一種。分布於亞洲緬甸撣邦薩爾溫江流域，體長可達5.1公分，棲息在河川底層水域，生活習性不明。

## 扩展阅读
維基物種上的相關：河溪遊鰾條鰍